# 楊同善
楊同善（1546年—？），字克一，號充吾，直隸揚州府泰興縣人，軍籍，明朝政治人物。

## 生平
萬曆四年丙子科應天府鄉試第一百二十七名，萬曆八年（1580年）庚辰科會試第二百八十四名，登二甲第二十一名進士。户部觀政，次年授户部主事，丁憂归乡。十四年复除刑部主事，十五年升员外郎，十六年升郎中，本年改任潞王府左長史，十七年加四品服俸。

## 家族
曾祖楊世榮；祖父楊漟；父楊瓚，曾任壽官。母陳氏。